# Mis romances
Mis romances è il 17° album di Luis Miguel pubblicato nel 2001.

## Tracce
1. ¿Qué Sabes Tú? – 4:48 (testo: Myrta Silva – musica: Myrta Silva)
2. Tú Me Acostumbraste – 2:33 (testo: Frank Domínguez – musica: Frank Domínguez)
3. Perfidia – 3:22 (testo: Alberto Domínguez – musica: Alberto Domínguez)
4. Amor, Amor, Amor – 3:39 (testo: Ricardo López Méndez, Gabriel Ruiz – musica: Ricardo López Méndez, Gabriel Ruiz)
5. Cómo Duele – 3:49 (testo: Armando Manzanero – musica: Armando Manzanero)
6. Toda una Vida – 3:11 (testo: Oswaldo Farres – musica: Oswaldo Farres)
7. El Tiempo Que Te Quede Libre – 2:25 (testo: José Ángel Espinoza – musica: José Ángel Espinoza)
8. Amorcito Corazón – 2:48 (testo: Jesús Camacho Villaseñor – musica: Jesús Camacho Villaseñor)
9. La Última Noche – 3:46 (testo: Bobby Collazo – musica: Bobby Collazo)
10. Volver – 3:40 (testo: Alfredo Le Pera, Carlos Gardel – musica: Alfredo Le Pera, Carlos Gardel)
11. Al Que Me Siga – 4:31 (testo: Manuel Alejandro – musica: Manuel Alejandro)